# زیردریایی یو-۵۷۲
زیردریایی یو-۵۷۲ (به انگلیسی: German submarine U-572) یک زیردریایی بود که طول آن ۶۷٫۱ متر (۲۲۰ فوت ۲ اینچ) بود. این زیردریایی در سال ۱۹۴۱ ساخته شد.